# 한림대학교 춘천성심병원
한림대학교춘천성심병원(翰林大學校春川聖心病院)은 한림대학교 의료원 산하의 종합병원이자, 춘천권역응급의료센터이다.

## 연혁
- 1984년 12월 10일 한림대학교춘천성심병원 개원
- 1989년 3월 1일 : 한림대학교부속 한림대학교춘천성심병원으로 승격
- 1991년 4월 23일 : 지정진료기관 지정
- 1991년 7월 1일 : 응급의료센터 지정
- 1993년 7월 1일 : 제3차 의료기관 지정
- 2000년 3월 15일 : 소화기센터 개설
- 2004년 2월 25일 : 한림대학교춘천성심병원 부설 청소년복지센터 개관
- 2005년 8월 1일 : 척추센터, 심장혈관센터 개설
- 2006년 7월 25일 : 국제 기본심폐소생술 교육기관 지정
- 2009년 8월 5일 : 강원지역 약물감시센터 오픈
- 2010년 3월 23일 : 호흡기센터 개소식
- 2015년 12월 24일 : 보건복지부, 강원도 춘천권 권역응급의료센터 선정
- 2021년 7월 6일: 과학기술정보통신부, 임상의과학자 연구역량강화사업' 최우수 등급(S등급)[2]
- 2025년 3월 31일: 강원지역 의료기관 최초 2025년 1기 인증 연구중심병원으로 선정[3]